# Maasbüll
Maasbüll (tiếng Đan Mạch: Masbøl) là một đô thị thuộc huyện Schleswig-Flensburg, trong bang Schleswig-Holstein, nước Đức. Đô thị Maasbüll có diện tích 7,71 km², dân số thời điểm 31 tháng 12 năm 2006 là 722 người.